# Эскадренные миноносцы типа «Конго»
Эскадренные миноносцы типа «Конго» — тип современных эскадренных миноносцев с управляемым ракетным оружием, состоящий на вооружении Морских Сил Самообороны Японии. Эсминцы типа «Конго» являются аналогом американских эсминцев УРО типа «Арли Бёрк». Всего построено 4 корабля этого типа: эсминцы УРО «Конго» (DDG-173), «Кирисима» (DDG-174), «Мёко» (DDG-175) и «Тёкай» (DDG-176).

## История строительства
Переговоры о передаче Японии технологий «Иджис» были начаты в 1984 году, ещё до закладки 1-го эсминца типа «Арли Бёрк». Конгресс США долго не давал согласия на экспорт новейших американских технологий. В 1988 году согласие Конгресса было получено, но передача технической документации по РЛС с фазированной решеткой AN/SPY-1 и компьютерного обеспечения работы радара затянулась, что несколько отсрочило реализацию кораблестроительной программы по строительству новейших японских эсминцев УРО.

## Конструкция корпуса
Корпус корабля разделен переборками на 12 водонепроницаемых отсеков и полностью, как и надстройка, выполнен из высокопрочной стали. В целях повышения живучести и боевой устойчивости наиболее важные боевые посты и командные пункты расположены под главной палубой и имеют противоосколочное бронирование кевларовыми панелями.
Обводы корпуса и форма надстройки при проектировании оптимизированы для максимального снижения радиолокационной заметности. Достигнуто значительное уменьшение уровня акустического и теплового полей за счет установки специального оборудования. Впервые в практике кораблестроения Японии применена система коллективной защиты экипажа от оружия массового поражения.

## Энергетическая установка
Главная энергетическая установка включает четыре газотурбинных двигателя General Electric LM2500 общей мощностью 92000 л.c. Электроэнергией корабельных потребителей обеспечивают четыре дизель-генератора суммарной мощностью 6000 кВт.

## Вооружение
Две УВП [Мark 41 (90 ячеек: ЗУР Стандарт-2 и ПЛУР ASROC), восемь ПКР «Гарпун», одна 127-мм АУ и два шестиствольных 20-мм автомата «Вулкан-Фаланкс», два трёхтрубных 324-мм торпедных аппарата ПЛО, один вертолёт.

## Состав серии
| Номер   | Название | Заложен    | Спущен     | В строю    | Порт приписки |
| ------- | -------- | ---------- | ---------- | ---------- | ------------- |
| DDG-173 | Конго    | 08.05.1990 | 26.09.1991 | 25.03.1993 | Сасебо        |
| DDG-174 | Кирисима | 07.04.1992 | 19.08.1993 | 16.03.1995 | Йокосука      |
| DDG-175 | Мёко     | 08.04.1993 | 05.10.1994 | 14.03.1996 | Майдзуру      |
| DDG-176 | Тёкай    | 29.05.1995 | 27.08.1996 | 20.03.1998 | Сасебо        |